# Minenwerfer (Band)
Minenwerfer ist eine 2007 gegründete Extreme-Metal-Band aus Sacramento. Sie löste sich 2014 auf und fand zwei Jahre später wieder zusammen. Textlich setzt sich die Band mit dem Ersten Weltkrieg auseinander.

## Geschichte
Gegründet wurde Minenwerfer als Soloprojekt im Jahr 2007 in der kalifornischen Metropole Sacramento. In den ersten drei Jahren veröffentlichte das Projekt mit Kaiserreich im Gründungsjahr, sowie mit den beiden im Jahr 2009 herausgegebenen Albatros in Flames und Alle beruhigen sich an der West Vorderseite drei Demos, die allesamt aus eigener Tasche finanziert wurden. Mit Volkslieder erschien im Jahr 2010 das Debütalbum von Minenwerfer. Auch dieses finanzierte Kriegshammer selbst, ebenso wie die ein Jahr darauf herausgegebene EP Der rote Kampfflieger. Ursprünglich sollte Minenwerfer ein Freizeitprojekt bleiben, jedoch schlossen sich mit der Zeit weitere Musiker dem Projekt an.
Minenwerfer kam beim deutschen Metal-Label Purity Through Fire aus Wilkau-Haßlau unter und brachte 2012 ihren zweiten Longplayer mit dem Titel Nihilistischen heraus. 2014 erschien die EP Kriegserklärung über Vana Marga Produktions. Kurz darauf löste sich die Gruppe aufgrund persönlicher und finanzieller Umstände auf, fand aber zwei Jahre später wieder zusammen. Trotz der zwischenzeitlichen Stilllegung der musikalischen Aktivitäten wurden in den Jahren 2015 und 2016 zwei Split-Veröffentlichungen mit den Gruppen Sturmtiger und 1914 veröffentlicht. Im Jahr 2017 folgten zwei weitere Split-Veröffentlichungen, dieses Mal mit Flak und Kommandant. Alle Stücke der Gruppe, die auf den vier Split-Veröffentlichungen zu hören sind, wurden 2020 auf der Kompilation Vorleben Erinnerung neu veröffentlicht. Im Jahr 2019 erschien das dritte Album Alpenpässe.
Im Mai 2020 wurde bekannt, dass Minenwerfer beim französischen Label Osmose Productions unterschrieben hat.

## Stil

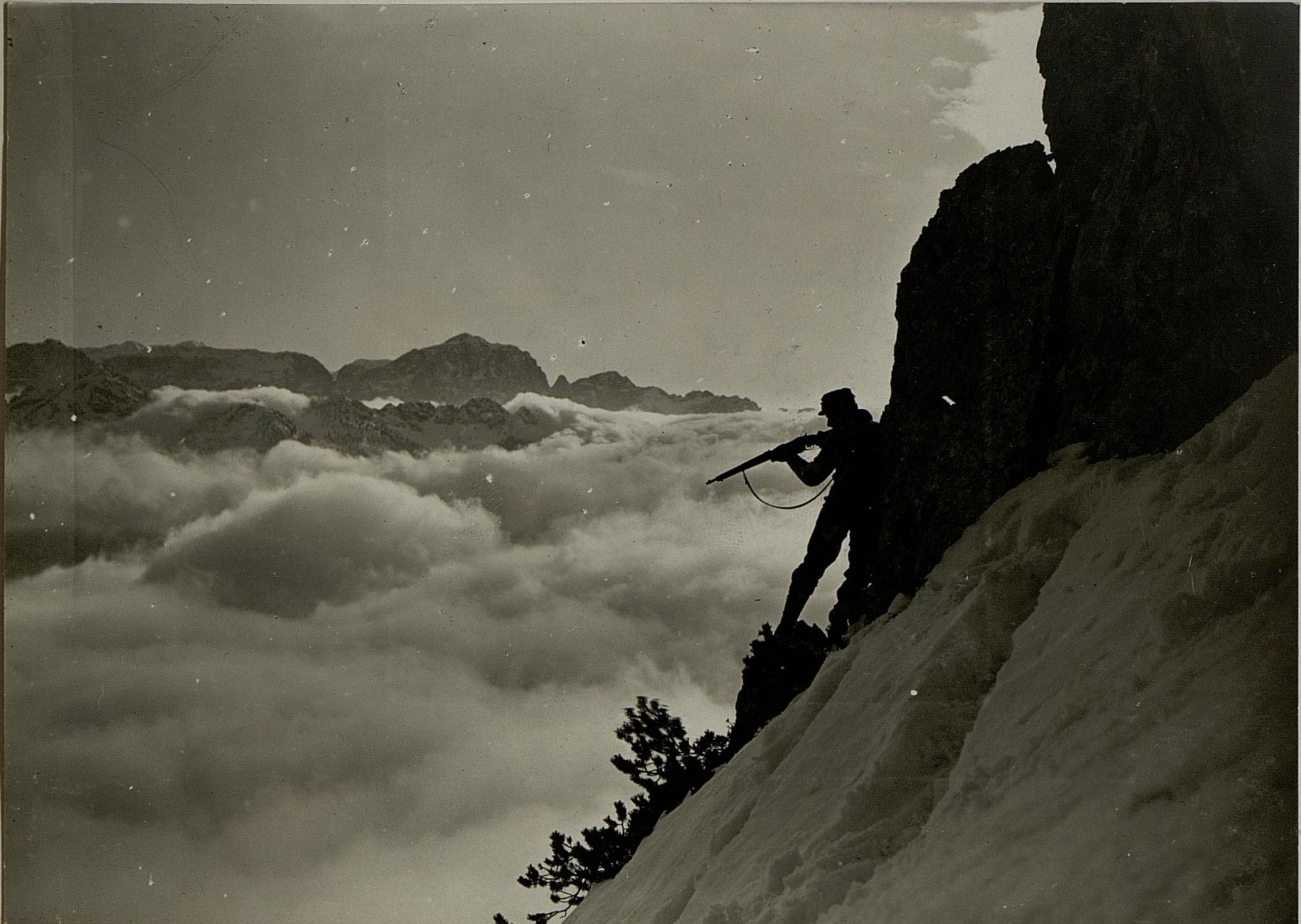
Die Fotografie „Am Hang des Gisnitz“ (1916) diente als Vorlage für das Artwork zum Album Alpenpässe.

Generalfeldmarschall Kriegshammer erzählte in einem Interview, dass die Musik von Minenwerfer durch Gruppen wie Marduk, Endstille, Hate Forest und Impaled Nazarene beeinflusst wurde. Allerdings sind auch Einflüsse des Martial Industrial zu hören.
Die Liedtexte, die sowohl in englischer als auch in deutscher Sprache gehalten sind, fokussieren sich allesamt auf den Ersten Weltkrieg und den Nihilismus. So greifen die Musiker in ihrem dritten Album Alpenpässe die Erste und Zweite Dolomitenoffensive auf.
Bis zur 2014 erschienenen EP Kriegserklärung wurde der Bandname lediglich in gebrochener Schrift geschrieben. Auf der EP verwendet die Gruppe das Wappen Österreich-Ungarns im Logo, da die Lieder aus der Sichtweise des Kaiserreiches geschrieben wurde. Seither verwenden die Musiker ein Eisernes Kreuz im Bandlogo. Kriegshammer erklärte in einem Interview im Jahr 2019, dass das Wappen Österreich-Ungarns zukünftig genutzt werden könnte. So erscheint dieses auf dem dritten Album der Gruppe, Alpenpässe.
Aufgrund des Führens eines Eisernen Kreuzes im Bandlogo wurden den Musikern des Öfteren unterstellt, Nazis zu sein bzw. die nationalsozialistische Ideologie zu glorifizieren. Auch wird das Label Purity Through Fire, bei welchem die Band unter Vertrag steht, kritisch gesehen, da diese auch rechtsextreme Gruppen wie Leichenzug, Kroda und Ødelegger verlegt.

„Here and there, I have cared less and less over time. If you're ignorant of history and just a politically correct crybaby, go find a different band to listen to. That being said, it's been a while since we've had any accusations, but I'm sure there are various venues and cities that would be less than welcoming to us, just because of lack of research. I choose not to worry about it, and don't feel the need to defend anything.“

„Hier und da, mit der Zeit hat mich das aber immer weniger gekümmert. Falls du ignorant gegenüber der Geschichte und lediglich eine politisch korrekte Heulsuse bist, suche dir eine andere Band zum hören. Davon abgesehen ist es eine Weile her als wir zuletzt mit Anschuldigungen konfrontiert wurden, wobei ich mir allerdings sicher bin, dass es vereinzelte Locations und Städte gibt die uns aufgrund der fehlenden Recherche eher weniger willkommen heißen würden. Ich habe beschlossen mich nicht darüber zu sorgen und ich verspüre auch nicht den Drang irgendetwas verteidigen zu müssen.“

In einer Besprechung der Split-Veröffentlichung Ich hatt einen Kameraden mit der ukrainischen Band 1914 auf Powermetal.de schloss der Rezensent bei beiden Gruppen trotz der lyrischen Thematik eine Verankerung von rechtem Gedankengut in den Liedern aus.

## Diskografie
Demos
- 2007: Kaiserreich (CD, Eigenproduktion)
- 2009: Albatros in Flames (CD, Eigenproduktion)
- 2009: Alle beruhigen sich auf der West Vorderseite (CD, Eigenproduktion)

Alben
- 2010: Volkslieder (Album, CD, Eigenproduktion; MC, Infernal Kommando Records; Wiederveröffentlichung 2019: CD/MC/12″-Vinyl, Purity Through Fire)
- 2012: Nihilistischen (CD, Christian Annihilation; MC, Satanik Wolfchamber Prod.; Wiederveröffentlichung 2019, CD/12″-Vinyl, Purity Through Fire)
- 2019: Alpenpässe (CD/2x12″-Vinyl, Purity Through Fire, MC, Worship Tapes)
- 2023: Feuerwalze

EPs
- 2011: Der rote Kampfflieger (MC, Winterkalt Records; Wiederveröffentlichung 2021: CD/MC, Osmose Productions)
- 2014: Kriegserklärung (12″-Vinyl, Vana Marga Productions)
- 2024: War God Invocation (10″-Vinyl, Osmose Productions)
- 2024: Ostfront 14-15 (10″-Vinyl, Osmose Productions)
- 2024: Pessimism (10″-Vinyl, Osmose Productions)

Splits
- 2015: Ave Filiolus Bellum/World at War 1914–1918 (Split mit Sturmtiger, Worship Tapes)
- 2016: Ich hatt einen Kameraden (Split mit 1914, Archaic Sound)
- 2017: 1914–1939 (Split mit Flak, Worship Tapes)
- 2017: Paukenschlag/Heimkehr (Split mit Kommandant, Worship Tapes)

Kompilationen
- 2020: Vorleben Erinnerung (CD, Purity Through Fire) enthält alle Stücke der Band von den Split-Veröffentlichungen von 2014 bis 2017